# Газохімічний комплекс Моссел-Бей
Газохімічний комплекс Моссел-Бей – підприємство нафтохімічної галузі Південно-Африканської Республіки, створене для виробництва рідкого палива із природного газу. 
Ще з 1950-х років у ПАР здійснювали масштабне виробництво штучного рідкого палива з вугілля (комплекси Сасолбург та Секунда), а з відкриттям у 1980-х роках офшорних газових родовищ вирішили використати як сировину блакитне паливо. Для цього у 1992 році почали розробку родовища F-A, продукція якого через підводні трубопроводи надходила на розташований поблизу Моссел-Бей завод. Тут з нього спершу виробляли синтез-газ, який за цим використовували для синтезу вуглеводнів за процесом Фішера-Тропша.
Продукція заводу включає високоякісне синтетичне паливо (бензин, дизельне пальне), парафіни, пропан, а також інші хімічні продукти (рідкий кисень та азот, спирти).
Комплекс розрахований на виробництво 45 тисяч барелів нафтового еквівалента на добу. Втім, у середині 2010-х через вичерпання родовищ басейну Bredasdorp (не лише зазначене вище F-A, але й E-M, F-O та інші) він став знижувати завантаження. Станом на 2017 рік завод працював лише на половину своєї потужності, при цьому для підтримки виробництва у якості сировини імпортували вже 11 тисяч барелів конденсату, котрий використовувався як заміна газу. В майбутньому планувалось довести закупівлю конденсату до 18 тисяч барелів на добу.
Можливо відзначити, що завод в Моссел-Бей став першим майданчиком в світі, що використовував для виробництва рідкого палива природний газ та процес Фішера-Тропша – проте все-таки у масовому виробництві синтетичного палива з природного газу його випередив новозеландський завод у Мотунуї, для якого обрали метанольну технологію.